# Filip Chlapík
Filip Chlapík, född 3 juni 1997, är en tjeckisk professionell ishockeyforward som är kontrakterad till Ottawa Senators i National Hockey League (NHL) och spelar för deras primära samarbetspartner Belleville Senators i American Hockey League (AHL). Han har tidigare spelat på lägre nivå för Charlottetown Islanders i Ligue de hockey junior majeur du Québec (LHJMQ).
Chlapík draftades i andra rundan i 2015 års draft av Ottawa Senators som 48:e spelare totalt.

## Statistik
| 2013–2014    | HC Stadion Litoměřice   | WSM Liga     | 1   | 0  | 0   | 0   | 0   | —  | — | —  | —  | —  |
| 2014–2015    | Charlottetown Islanders | LHJMQ        | 64  | 33 | 42  | 75  | 42  | 9  | 1 | 8  | 9  | 10 |
| 2015–2016    | Charlottetown Islanders | LHJMQ        | 52  | 12 | 42  | 54  | 50  | 5  | 1 | 1  | 2  | 0  |
| 2016–2017    | Charlottetown Islanders | LHJMQ        | 57  | 34 | 57  | 91  | 98  | 13 | 5 | 14 | 19 | 27 |
| 2017–2018    | Ottawa Senators         | NHL          | 1   | 0  | 1   | 1   | 0   | —  | — | —  | —  | —  |
|              | Belleville Senators     | AHL          | 8   | 1  | 4   | 5   | 0   | —  | — | —  | —  | —  |
| NHL totalt   | NHL totalt              | NHL totalt   | 1   | 0  | 1   | 1   | 0   | —  | — | —  | —  | —  |
| AHL totalt   | AHL totalt              | AHL totalt   | 8   | 1  | 4   | 5   | 0   | —  | — | —  | —  | —  |
| LHJMQ totalt | LHJMQ totalt            | LHJMQ totalt | 173 | 79 | 141 | 220 | 190 | 27 | 7 | 23 | 30 | 37 |

### Internationellt
| Källa: Uppdaterad: 2017-10-30 | Källa: Uppdaterad: 2017-10-30 | Källa: Uppdaterad: 2017-10-30 |         | Utv = Utvisningsminuter | Utv = Utvisningsminuter | Utv = Utvisningsminuter | Utv = Utvisningsminuter | Utv = Utvisningsminuter |
| År                            | Lag                           | Mästerskap                    | Matcher | Mål                     | Assists                 | Poäng                   | Utv                     |                         |
| ----------------------------- | ----------------------------- | ----------------------------- | ------- | ----------------------- | ----------------------- | ----------------------- | ----------------------- | ----------------------- |
| 2014                          | Tjeckien                      | Ivan Hlinkas minnesturnering  | 5       | 1                       | 4                       | 5                       | 2                       |                         |
| 2014                          | Tjeckien                      | U18-VM                        | 7       | 0                       | 1                       | 1                       | 2                       |                         |
| 2015                          | Tjeckien                      | U18-VM                        | 3       | 0                       | 0                       | 0                       | 2                       |                         |
| 2016                          | Tjeckien                      | JVM                           | 5       | 0                       | 0                       | 0                       | 2                       |                         |
| 2017                          | Tjeckien                      | JVM                           | 5       | 2                       | 1                       | 3                       | 0                       |                         |
| Junior totalt                 | Junior totalt                 | Junior totalt                 | 25      | 3                       | 6                       | 9                       | 8                       |                         |